# 정경희
정경희(丁慶姬, 1958년 1월 26일~)는 대한민국의 대학교수 출신 정치인이다.

## 학력
- 경기여자고등학교
- 서울대학교 역사교육학 학사
- 서울대학교 대학원 서양사학 석사
- 서울대학교 대학원 서양사학 박사

## 경력
- 2000.03~2011.01: 제주국제대학교 교수
- 2002.03~2003.03: 미국 버클리대학 역사학과 객원학자
- 2003.05~2005.05: 미국 버클리대학 로스쿨 객원학자
- 2011.02~2012.01: 연세대학교 학사지도교수
- 2012.02~2013.12: 아산정책연구원 초빙연구위원
- 2014.09~2020.05: 영산대학교 자유전공학부 교수
- 2020.07~2020.09: 미래통합당 부동산시장 정상화 특별위원회 위원
- 2020.09: 국민의힘 부동산시장 정상화 특별위원회 위원
- 2020.12~2021.03: 국민의힘 4.7 재보궐선거 공약개발단 공통공약 개발단 미래교육팀 위원
- 2021.08~2021.11: 국민의힘 공직후보자 역량강화 TF 위원
- 2021.08~2021.09: 국민의힘 최재형 제20대 대통령 선거 예비후보 열린캠프 총괄본부 교육문화총괄본부장
- 2021.09~2022.02: 국민의힘 제20대 대통령선거 공약개발단 '시민소리 혁신정책회의' 교육공약단장
- 2021.12~2022.01: 국민의힘 살리는 선거대책위원회 직능총괄본부 학계지원본부 본부장
- 2022.01~2022.03: 국민의힘 제20대 대통령선거 정책본부 민생회복정책추진단 교육선진화추진본부장
- 2022.05: 제8회 전국동시지방선거 국민의힘 김은혜 경기도지사 후보 선거대책위원회 미래교육문화 공동본부장
- 2022.11: 제32대 유네스코한국위원회 교육분과 위원
- 2023.01~ 한미우호협회 회원
- 2023.04~2024.05: 국민의힘 원내부대표
- 2023.06: 여의도연구원 아카데미 소장
- 2023.09: 국민의힘 약자와의동행위원회 교육문화분과 위원
- 2023.10: 국민의힘 학교교육 및 대학입시 정상화 특별위원회 부위원장

### 의정 활동
- 2020.05~2024.05: 제21대 국회의원 (비례대표, 미래한국당→미래통합당→국민의힘, 초선)
  - 2020.07~2021.09: 제21대 국회 전반기 교육위원회 위원
  - 2020.07~2024.05: 국회 글로벌외교안보포럼 구성의원
  - 2020.07~2024.05: 자유경제 포럼 구성의원
  - 2020.07~2024.05: 국회 ICT융합포럼 구성의원
  - 2021.09~2022.05: 제21대 국회 전반기 교육위원회 간사
  - 제21대 국회 전반기 교육위원회 법안심사소위원회 위원
  - 제21대 국회 전반기 교육위원회 예산결산기금심사소위원회 위원
  - 제21대 국회 전반기 교육위원회 청원심사소위원회 위원장
  - 2022.07~2024.05: 제21대 국회 후반기 교육위원회 위원
    - 제21대 국회 후반기 교육위원회 법안심사소위원회 위원
    - 제21대 국회 후반기 교육위원회 청원심사소위원회 위원

  - 2022.07~2024.05: 제21대 국회 후반기 여성가족위원회 간사
    - 제21대 국회 후반기 여성가족위원회 법안심사소위원회 위원장
    - 제21대 국회 후반기 여성가족위원회 예산결산심사소위원회 위원

  - 2023.04~2024.05: 제21대 국회 후반기 국회운영위원회 위원
    - 제21대 국회 후반기 국회운영위원회 청원심사소위원회 위원

  - 2024.02~2024.02: 제21대 국회 대법관(신숙희·엄상필) 임명 동의에 관한 인사청문 특별위원회 위원

## 역대 선거 결과
| 실시년도 | 선거   | 대수 | 직책     | 선거구   | 정당       | 득표수       | 득표율          | 순위         | 당락 | 비고 |
| -------- | ------ | ---- | -------- | -------- | ---------- | ------------ | --------------- | ------------ | ---- | ---- |
| 2020년   | 총선   | 21대 | 국회의원 | 비례대표 | 미래한국당 | 9,441,520 표 | \| \| 33.84% \| | 비례대표 7번 |      | 초선 |
|          | 33.84% |      |          |          |            |              |                 |              |      |      |

## 같이 보기
- 대한민국 제21대 국회의원 선거 미래한국당 후보 목록#비례대표